# Calle ilusión
Calle ilusión è il quarto album del cantante spagnolo Álex Ubago, pubblicato nel 2009 dalla Warner Music e prodotto da Cachorro Lopez.
Dall'album sono state estratte come singoli le canzoni Me arrepiento, Mil horas e Amarrado a ti.

## Tracce
CD (Warner 2564691619 (Warner)
1. Amarrado a ti (Alex Ubago)
2. Me arrepiento (Alex Ubago)
3. Amsterdam (Alex Ubago)
4. 20 Horas de nada (Alex Ubago)
5. Calle ilusión (Alex Ubago)
6. Ciudad desierta (Alex Ubago)
7. No estás sola (Alex Ubago)
8. Demasiado amor (Alex Ubago)
9. Mil horas (Alex Ubago)
10. Cerca de mí (Alex Ubago)
11. Como si fuera el último (Alex Ubago)
12. Walking Away (con Craig David) (Alex Ubago)

## Classifiche
| Classifica (2009) | Posizione raggiunta |
| ----------------- | ------------------- |
| Spagna            | 3                   |
| Messico           | 35                  |